# Кеслер (Сибињ)
Кеслер (рум. Chesler) насеље је у Румунији у округу Сибињ у општини Микасаса. Oпштина се налази на надморској висини од 356 m.

## Становништво
Према подацима из 2002. године у насељу је живело 110 становника, од којих су сви румунске националности.